# دبلیودی-۴۰
دبلیودی-۴۰ (انگلیسی: WD-40) شرکت صنایع الکترونیک آمریکایی است، که در سال ۱۹۵۳ تأسیس شد.